# Peter Guarasci
Peter Anthony Guarasci (Niagara Falls, 25 febbraio 1974) è un ex cestista e allenatore di pallacanestro canadese con cittadinanza italiana.

## Caratteristiche tecniche
Giocatore coraggioso, ha avuto agonismo e intensità tra le proprie doti principali, tanto da essere talvolta soprannominato "guerriero" e "mastro Peter".

## Carriera

### Club
Dopo aver svolto la trafila tra la Fairfield University (1992-94) e la Simon Fraser University (1995-96), Guarasci debutta nella Serie A1 italiana nel dicembre 1996 con i colori della Scavolini Pesaro. Confermato, rimane in riva all'Adriatico anche dopo la retrocessione in Serie A2 giunta al termine del campionato 1997-1998. Nelle due stagioni e mezzo pesaresi, tra campionato e play-off, gioca 68 partite (di cui la metà da titolare) e viaggia a 5,9 punti e 4,6 rimbalzi a gara.
Nel luglio 1999 si accorda con gli Skyliners Francoforte, società tedesca appena fondata, con cui in quell'anno vince la Coppa di Germania e arriva fino alle semifinali della Bundesliga 1999-2000. Qui mette a referto 11,4 punti e 6,1 rimbalzi in poco più di 27 minuti di utilizzo medio.
Ritorna nella Serie A1 italiana nell'estate del 2000, quando firma con il neopromosso Roseto Basket. Gioca titolare in gran parte delle partite, e contribuisce con 9,3 punti e 7,3 rimbalzi al raggiungimento dell'ottavo posto e alla conseguente qualificazione ai play-off.
In vista della stagione 2001-02 si trasferisce in Spagna, al Caja San Fernando Siviglia guidato in panchina dall'italiano Marco Crespi. Con gli andalusi, tuttavia, vive un'annata condizionata dai problemi al menisco del ginocchio sinistro, iniziati in precampionato ma poi proseguiti anche nel resto della stagione, tanto da rimanere fuori causa da novembre ad aprile.
Nonostante avesse ancora un anno di contratto con il Siviglia, nell'agosto 2002 rescinde unilateralmente l'accordo per concentrarsi sul recupero del ginocchio infortunato l'anno precedente. Per questo motivo, nel 2002-03 non scende mai in campo.
Guarasci ritorna al basket giocato in occasione della stagione 2003-2004, trascorsa nel campionato italiano di Legadue con la sua prima parentesi ai Crabs Rimini. In 26 presenze, mette a segno 7,3 punti e 5,5 rimbalzi nei 22,8 minuti a disposizione a partita.
Nel novembre 2004 firma un contratto mensile con la Pallacanestro Reggiana, squadra di Serie A che sceglie poi di tesserarlo anche per tutto il resto del campionato. Le sue medie stagionali sono di 2,9 punti e 2,4 rimbalzi in 10,5 minuti di media.
Nell'estate 2005 Guarasci apre la seconda parentesi personale ai Crabs Rimini, militanti ancora in Legadue. Nel 2005-2006 viaggia a 11,7 punti e 7,7 rimbalzi di media, poi l'anno seguente mette a referto 10,7 punti e 7 rimbalzi a partita in un'annata in cui i romagnoli sfiorano la promozione in Serie A, e infine nel 2007-2008 chiude la stagione con una media di 6,7 punti e 5,6 rimbalzi, prima di ritirarsi dal basket giocato.

### Nazionale
Guarasci è stato per anni nel giro della nazionale canadese, disputando tra l'altro i Mondiali del 1998 e le Olimpiadi di Sydney 2000 (insieme al campione NBA Steve Nash) con 10,3 punti a gara, 4,7 rimbalzi e il 67% al tiro.

## Palmarès
- Coppa di Germania: 1

Skyliners Francoforte: 2000